# أحمد محمد سعيد الأطروشي
أحمد محمد سعيد الأطروشي (مواليد 1947 في عتروش في دهوك في العراق) سياسي كردي سابق في العراق. لقد كان حتى عام 2003 الأمين العام لليسار، المناهض للبارزاني، من الجناح الموالي للعراق من الحزب الديمقراطي الكردستاني. لقد تبع هاشم عقراوي، الذي قام بتقسيم جناح الحزب الديمقراطي الكردستاني وانضم إلى الجبهة الوطنية التقدمية التي قادها حزب البعث. في عام 2000، عين الرئيس صدام حسين الأطروشي لدائرة دهوك في الولاية التشريعية الخامسة للجمعية الوطنية.